# Tachybaptus ruficollis
El zampullín común o zampullín chico (Tachybaptus ruficollis) es una especie de ave podicipediforme de la familia Podicipedidae que se extiende por Eurasia, África y el norte de Australasia.

## Descripción

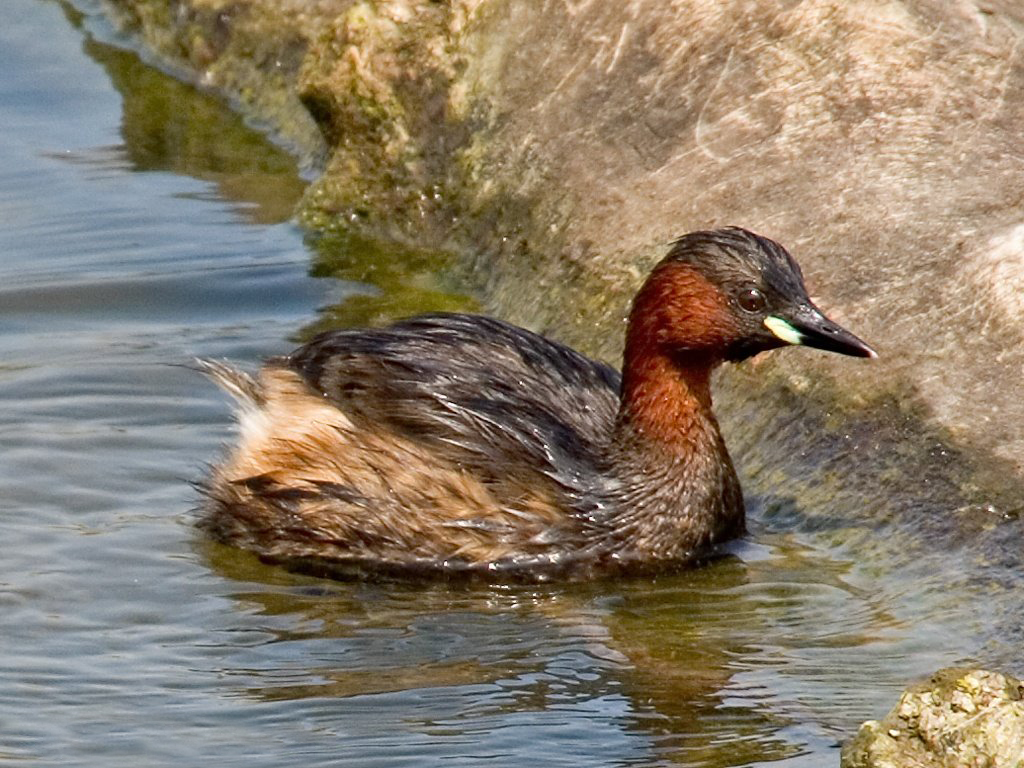
Zampullín común de la subespecie nominal.

Se trata de un ave de tamaño pequeño, de cuerpo rechoncho, sin cola y pico corto, redondeado y puntiagudo. Su cuello es relativamente largo y en forma de «S». El zampullín común mide de 23 a 29 cm de largo y tiene una envergadura alar de entre 40 y 45 cm. Los machos suelen pesar de 135 a 235 g; en cambio las hembras pesan un poco menos, de 120 a 235 g; en algunos lugares se registran pesos máximos aún mayores. Su plumaje es de color pardo grisáceo oscuro en las partes superiores, con la zona caudal y ventral blanquecinas manchadas. En verano, en época nupcial, el plumaje del cuello, las mejillas y los flancos de los adultos toma color castaño rojizo, y aparece una mancha blanca en las comisuras del pico. El plumaje de invierno es más uniforme, con el cuello y la cara de un tono pajizo apagado. Su reclamo es un trino agudo y fuerte, especialmente sonoro en verano.

## Taxonomía y etimología
El zampullí común fue descrito científicamente por el zoólogo alemán Peter Simon Pallas en 1764, con el nombre de Colymbus ruficollis, que en latín significa «colimbo cuellirojo», en referencia al color de su plumaje nupcial. Posteriormente fue trasladado al género Podiceps, creado por John Latham en 1787, aunque clasificado como el resto de su familia junto los colimbos en Colymbiformes. Hasta el siglo XX no se separaron los somormujos y zampullines en su propio orden, Podicipediformes. Finalmente fue trasladado al género Tachybaptus, creado por Ludwig Reichenbach en 1853. Se reconocen siete subespecies:
- T. r. ruficollis – (Pallas, 1764), Subespecie nominal presente en Europa, Rusia occidental y el norte de África;
- T. r. albescens – (Blanford, 1877), se extiende del Cáucaso a Birmania, incluida Sri Lanka;
- T. r. iraquensis – (Ticehurst, 1923): ocupa el sudeste de Irak y el suroeste de Irán;
- T. r. capensis – (Salvadori, 1884): Se extiende por el África subsahariana incluida Madagascar;
- T. r. poggei – (Reichenow, 1902): se encuentra en el noreste de Asia, incluidas Corea, Hainan, Taiwán, Japón y las Kuriles;
- T. r. philippensis – (Bonnaterre, 1790): en el archipiélago filipino excepto en Mindanao;
- T. r. cotabato – (Rand, 1948): ocupa la isla de Mindanao.

Anteriormente se consideraba al zampullín tricolor (Tachybaptus tricolor) incluido en esta especie.
La etimología del nombre de su género, Tachybaptus, procede del griego; es la combinación de las palabras takys (ταχúς) «rápido» y baptos (βαπτός)  «sumergidor». En cambio, el nombre de su especie, ruficollis, procede de las palabras latinas rufus «pelirrojo» y collis «cuello».

## Distribución y hábitat

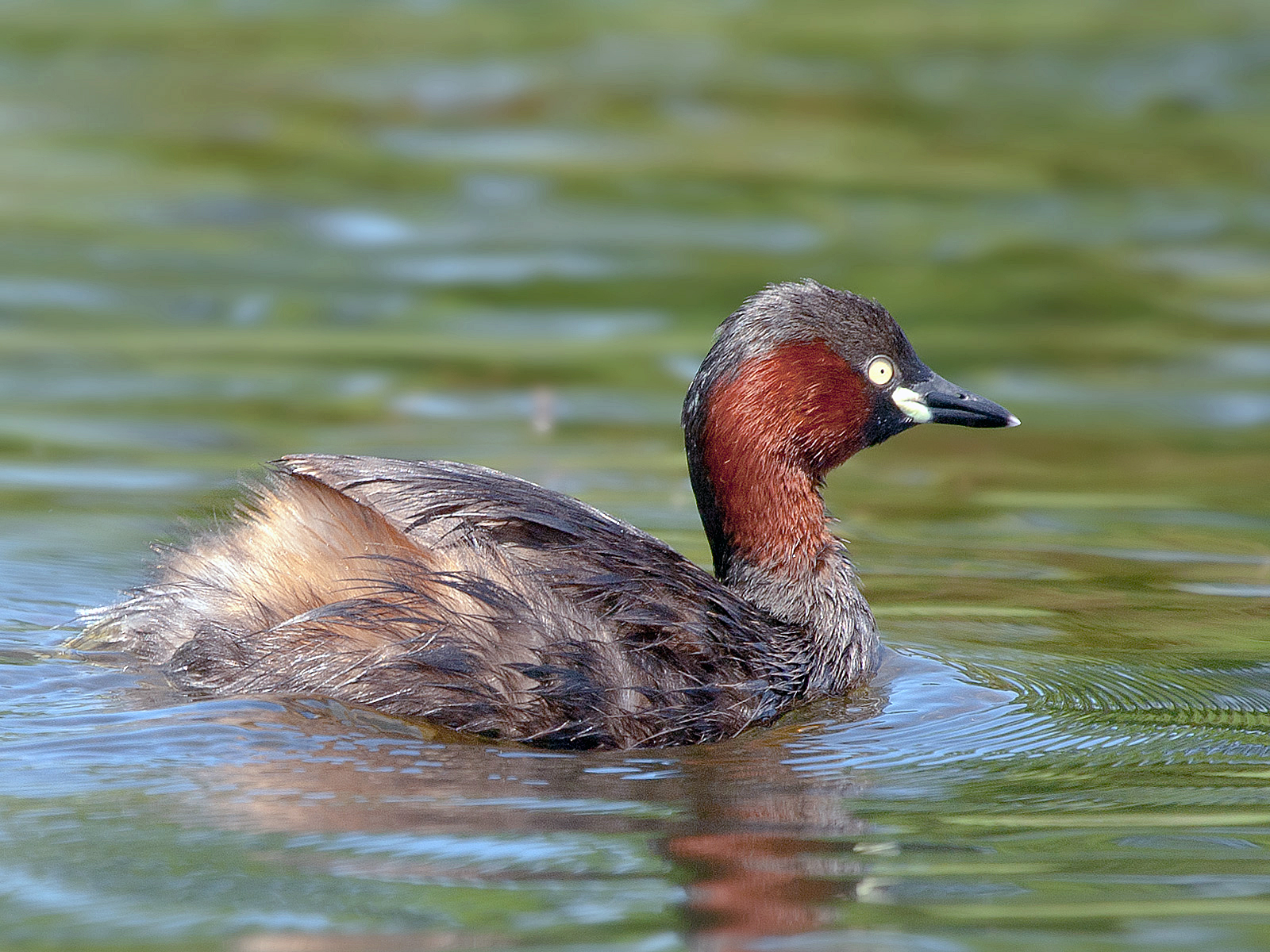
Ejemplar de la subespecie T. r. poggei en Japón.

El zampullín chico es natural de los lagos y humedales de Eurasia, África y Oceanía. Se extiende por las zonas templadas y subtropicales de Eurasia, por casi toda África (excepto en el desierto del Sahara), llegando hasta las Filipinas, el archipiélago malayo, alcanzando hasta Nueva Guinea y las islas de Bismarck en su extremo oriental. En la mayor parte de su área de distribución es sedentario, aunque las poblaciones que anidan más al norte son migratorias. 
Durante su temporada de cría vive en lagos con vegetación densa en sus orillas. El resto del año habita también aguas más abiertas ocupando todo tipo de lagos de agua dulce, llegando a encontrarse en encontrarse en aguas costeras costa, como bahías pequeñas resguardadas.

## Comportamiento

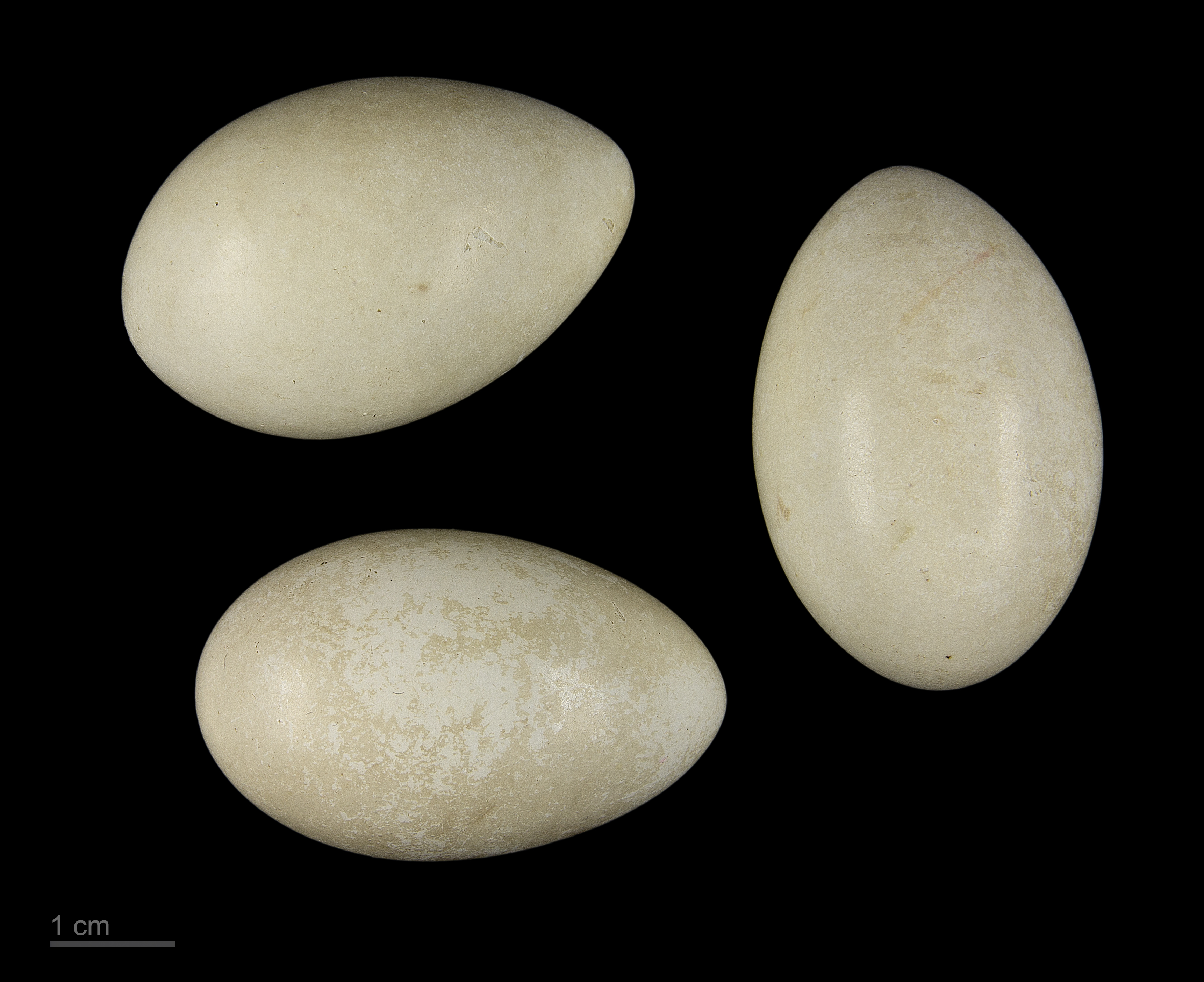
Tachybaptus ruficollis - MHNT

El zampullín común es un excelente nadador y buceador que se alimenta principalmente de invertebrados acuáticos, pequeños peces y renacuajos. Suele utilizar la vegetación para esconderse.
Anida solitario y en colonias dispersas. Nidifica sobre masas flotantes de vegetación anclada a grandes elófitas acuáticas. Generalmente ponen de 4 a 6 huevos en una nidada (aunque la nidada puede ser desde 2 hasta 10 huevos), la cual realiza de abril a junio En la India la especie anida en la época de lluvias. La incubación toma unos 20 días y es efectuada por ambos progenitores. Cuando el adulto abandona el nido suele cubrir los huevos con juncos para que no sean detectados por los depredadores. Los polluelos dejan el nido enseguida y aunque pueden nadar suelen ser acarreados en la espalda de los adultos.